# Fàbrica Roca Radiadors
La Fàbrica Roca Radiadors és una obra del municipi de Gavà (Baix Llobregat) inclosa en l'Inventari del Patrimoni Arquitectònic de Catalunya.

## Descripció
Edifici de planta rectangular i dues ales quadrades als extrems, de planta baixa i dos pisos i coberta a dues i quatre aigües. La composició de façana és de simetria de buits a la planta baixa, amb continuïtat a les altres plantes. Cal destacar la porta d'accés a l'edifici, amb tarja i reixa de forja emmarcada en terracota, cartel·les i cornisa i la finestra rectangular d'igual ornamentació que la porta, amb vidres emplomats de colors i un escut. El vestíbul té l'escala principal de marbre policrom d'acurat disseny.

## Història
L'any 1917, la família Roca i Soler de Manlleu instal·là a Gavà una foneria. L'any 1929, els tallers Roca es convertiren en la "Cia. Roca Radiadores, S. A." En aquesta etapa fou quan s'encarregà a l'arquitecte Isidre Puig i Boada l'edifici. L'any 1951, l'arquitecte Ramon i Samsó va realitzar una ampliació pel cantó Sud. El 1963 es va fer una nova ampliació, altament desafortunada, afegint a la banda Nord un edifici de gran alçada.